# Terrilimosina
Terrilimosina (лат.) — род мух-шароусок из подсемейства Limosininae.

## Описание
Глаза овальные. На лобной полоске четыре интерфронтальных щетинок, передняя из которых короче остальных. На орбитах имеются две щетинки. Усики тёмно-коричневые. Ариста в кототких волосках. На боках переднеспинки по две плечевые щетинки. Щиток пости треугольный, с двумя парами щетинок. Крылья затемненные. Костальная жилка простирается дальше места впадения радиальной жилки R4+5. Дискальная медиальная ячейка сзади закругленная. Закрыловая пластинка широкая с округлой вершиной. Жилки R4+5 и R4+5 с выемкой. Жужжальца бледно-коричневые. Ноги коричневые. У самцов сурстили гениталий с гребенчатым рядом щетинок, у самок постабдомен телескопический.

## Биология
Первая часть названия рода указывает на связь видов почвенной средой. Многие его представители развиваются в разлагающейся органических остатках в лесных и заболоченных экосистемах. Вид Terrilimosina racovitzai встречается в пещерах.

## Классификация
Включает следующие виды:
- Terrilimosina bicruris Cao,  Dong, Yang, 2025
- Terrilimosina brevipexa Marshall, 1987
- Terrilimosina capricornis Su & Liu, 2009
- Terrilimosina corrivalis (Villeneuve, 1918)
- Terrilimosina deemingi Marshall, 1987
- Terrilimosina dentata Cao, Dong, Yang, 2025
- Terrilimosina digitata Cao, Dong, Yang, 2025
- Terrilimosina improvisa Papp, 2017
- Terrilimosina intricata Papp, 1991
- Terrilimosina longipexa Marshall, 1987
- Terrilimosina maoershanensis Su, 2011
- Terrilimosina nana Hayashi, 1992
- Terrilimosina parabrevipexa Su & Dong, 2009
- Terrilimosina paralongipexa Hayashi, 1992
- Terrilimosina parasmetanai Su & Liu, 2009
- Terrilimosina pexa Marshall, 1985
- Terrilimosina racovitzai (Bezzi, 1911)
- Terrilimosina schmitzi (Duda, 1918)
- Terrilimosina smetanai Marshall, 1987
- Terrilimosina unio Marshall, 1987

## Распространение
Встречается Афротропике, Неарктике, Палеарктике и Ориентальной области.